# 자유의 이차선
자유의 이차선(Two-Lane Blacktop)은 미국에서 제작된 몬테 헬맨 감독의 1971년 드라마 영화이다. 제임스 테일러 등이 주연으로 출연하였고 마이클 로글린 등이 제작에 참여하였다.

## 출연

### 주연
- 제임스 테일러
- 워렌 오티스

### 조연
- 로리 버드
- 데이빗 드레이크
- 루디 워리처
- 해리 딘 스탠튼
- 찰스 무어
- 톰 그린
- 앨런 빈트
- 조지 밋첼
- 캐서린 스퀴어
- 멜리사 헬만
- 제임스 밋첨

## 제작진
- 의상: 리처드 브루노
- Ass-PD: 게리 커츠
- 배역: 프레드 루스
- 배역: 제니퍼 셜